# Saukopfblende

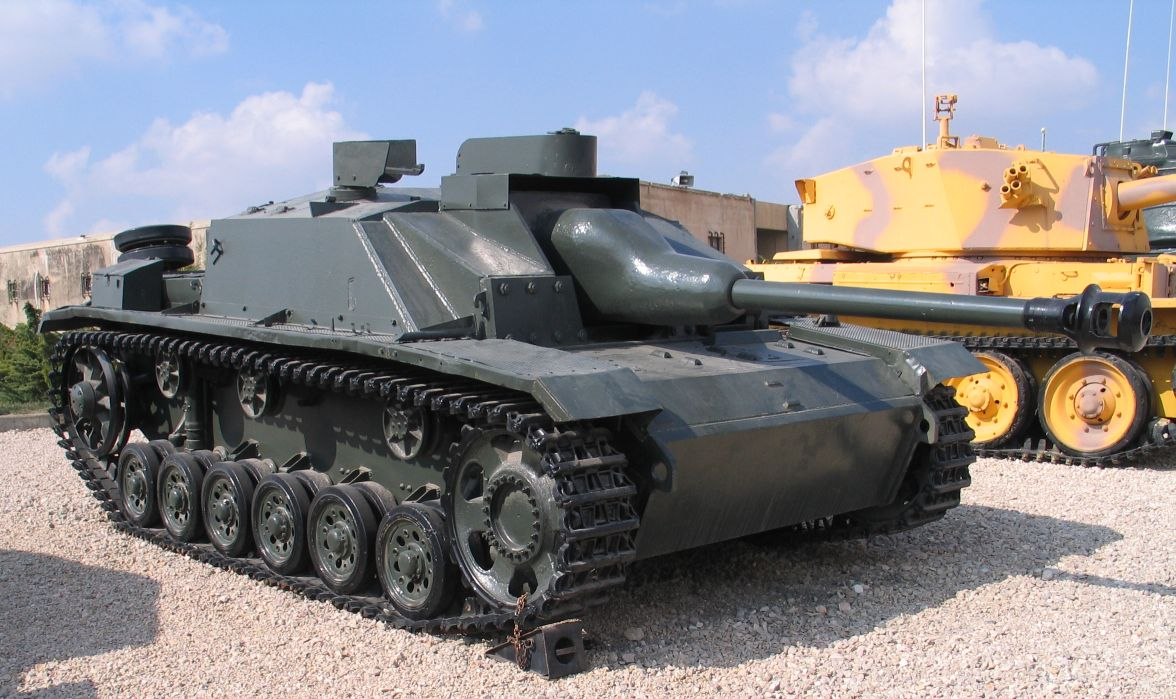
Sturmgeschütz III Ausf. G mit Saukopfblende

Die Saukopfblende war ein nach dem Krieg entstandener Name für eine Verbesserung der Kanonenblende an deutschen Panzern des Zweiten Weltkrieges. Der ursprüngliche und auch in der Wehrmacht benutzte Name war Topfblende.
Der Name ist zurückzuführen auf die schweinskopfähnliche Form der Blende, die den Übergang zwischen Geschütz und Turm bildet. Durch diese abgerundete und kantenlose Form wurden frontal auftreffende Geschosse abgelenkt, was den Panzerschutz gegenüber den älteren, senkrechten Blenden wesentlich verbesserte. Die Saukopfblende fand ab 1943 unter anderem Verwendung im Panzerspähwagen Sd.Kfz. 234/2, dem Jagdpanzer 38, Jagdpanzer IV, Jagdpanther, bei dem von der Firma Alkett produzierten Sturmgeschütz III Ausf. G, sowie dem Sturmgeschütz IV der Fried. Krupp Grusonwerk AG Magdeburg.
Die Saukopfblende war in der Herstellung etwas teurer als die zuvor verwendete Walzenblende oder Kugelblende, aber der Gewinn im Panzerschutz wog dies auf. In modernen Panzerkonstruktionen kommt diese Bauform nicht mehr zur Anwendung.